# Verbascum protractum
Verbascum protractum är en flenörtsväxtart som beskrevs av Edward Fenzl och Tchihat.. Verbascum protractum ingår i släktet kungsljus, och familjen flenörtsväxter. Inga underarter finns listade i Catalogue of Life.